# 別基·艾卡拉·艾里克莉
別基·艾卡拉·艾里克莉（土耳其語：Beki İkala Erikli，1968年－2016年12月15日）是土耳其猶太人自助圖書作者。她於2016年12月16日在伊斯坦布爾被槍殺。